# Benzamide

Grundstruktur der Benzamide

Als Benzamide werden chemische Verbindungen bezeichnet, die als Derivate von Benzamid aufgefasst werden können und deren Merkmal die Benzamidogruppe ist. Benzamid ist das Carbonsäureamid der Benzoesäure.
Eine Benzamid-Struktur kommt in etlichen Wirkstoffen vor. In der Psychiatrie werden einige substituierte Benzamide als Neuroleptika bzw. Antipsychotika therapeutisch genutzt.

## Arzneistoffe mit Benzamid-Struktur
Die therapeutisch genutzten Benzamide sind N-substituiert (d. h., sie tragen einen Substituenten am N-Atom) und besitzen weitere funktionelle Gruppen an verschiedenen Positionen des Benzolrings. Benzamide besitzen je nach Substituenten verschiedene Wirkungen: die bekanntesten Vertreter werden in der Psychiatrie eingesetzt, es gibt jedoch auch Substanzen mit Übelkeit unterdrückender oder Herzrhythmusstörungen verbessernder Wirkung.

### Psychiatrie

Amisulprid – ein substituiertes Benzamid

In der Psychiatrie und angrenzenden medizinischen Fachgebieten sind verschiedene Arzneistoffe aus der Gruppe der Benzamide im Einsatz:
- Sulpirid, ein atypisches Neuroleptikum zur Behandlung von akuter und chronischer Schizophrenie[2]
- Amisulprid, ein Derivat des Sulpirids mit denselben Indikationen.[2]
- Tiaprid[2]

Ein weiteres psychiatrisch verwendetes Benzamid, das Remoxiprid, wurde Ende 1993 wegen lebensbedrohlicher Schadwirkungen weltweit aus dem Handel genommen.
Die genannten Wirkstoffe wirken vor allem antipsychotisch und im Gegensatz zu den meisten anderen Neuroleptika eher aktivierend und stimmungsaufhellend als dämpfend. Sie werden zur Behandlung verschiedener psychischer Störungen eingesetzt, allerdings selten bei akuten schizophrenen Schüben, da die neuroleptische Potenz von Sulpirid und Amisulprid hierfür meist nicht ausreicht.
Sulpirid dient in niedriger Dosis außerdem zur Behandlung von Schwindelzuständen (Morbus Menière). 
- Moclobemid, ein substituiertes Benzamid, das strukturelle Verwandtschaft mit Sulpirid und Remoxiprid zeigt, ist ein Antidepressivum zur Behandlung gehemmter Depressionen.

### Andere therapeutische Anwendungsgebiete
Weitere Wirkstoffe mit Benzamid-Struktur werden beispielsweise wegen ihrer brechreizunterdrückenden (antiemetischen), antiarrhythmischen oder blutdrucksenkenden Wirkung therapeutisch genutzt:
- Cisaprid (bei Brechreiz und Motilitätsstörungen des oberen Verdauungstrakts)
- Labetalol (blutdrucksenkendes Mittel, sowohl Alpha- als auch als Betablocker)
- Metoclopramid (wirkt gegen Übelkeit und Brechreiz)
- Procainamid (wirkt gegen Herzrhythmusstörungen).

## Pflanzenschutzmittel mit Benzamid-Struktur
Eine Reihe von im Pflanzenschutz eingesetzten Mitteln haben ebenfalls eine charakteristische Benzamid-Struktur, wie etwa 
- die Insektizide Cyantraniliprol, Diflubenzuron, Hexaflumuron[3]
- die Fungizide Fluopicolid, Fluopyram, Zoxamid
- die Herbizide Naptalam und Propyzamid[4]

## Molluskizide und Repellentien mit Benzamid-Struktur

Das Repellent Diethyltoluamid (DEET)

Unter den Molluskiziden ist Niclosamid mit einer Benzamid-Struktur vertreten. Die Substanz dient zur Bekämpfung der Wasserschnecken, die die Wurmerkrankung Bilharziose übertragen. Auch das verbreitet zur Insektenabwehr (Repellent) genutzte Diethyltoluamid (z. B. Anti Brumm) gehört zu den Benzamiden.
Zu weiteren Vertretern siehe die Kategorie Benzamid.